# Parantica dohertyi
Parantica dohertyi är en fjärilsart som beskrevs av Rothschild 1891. Parantica dohertyi ingår i släktet Parantica och familjen praktfjärilar. Inga underarter finns listade i Catalogue of Life.